# AG-46
La autovía AG-46 o Autovía de Morrazo es una autovía autonómica de la Junta de Galicia que transcurre entre Domayo y Moaña con el proyecto previsto del desdoblamiento del actual corredor gallego CG-4.1 entre Moaña y Alto de Portela. Anteriormente era el corredor gallego CG-4.1, una vía para automóviles limitada a 100 km/h en todo el trayecto en el tramo entre Domayo y Moaña. Desde el año 2005 hubo grandes incidentes por su peligrosidad.

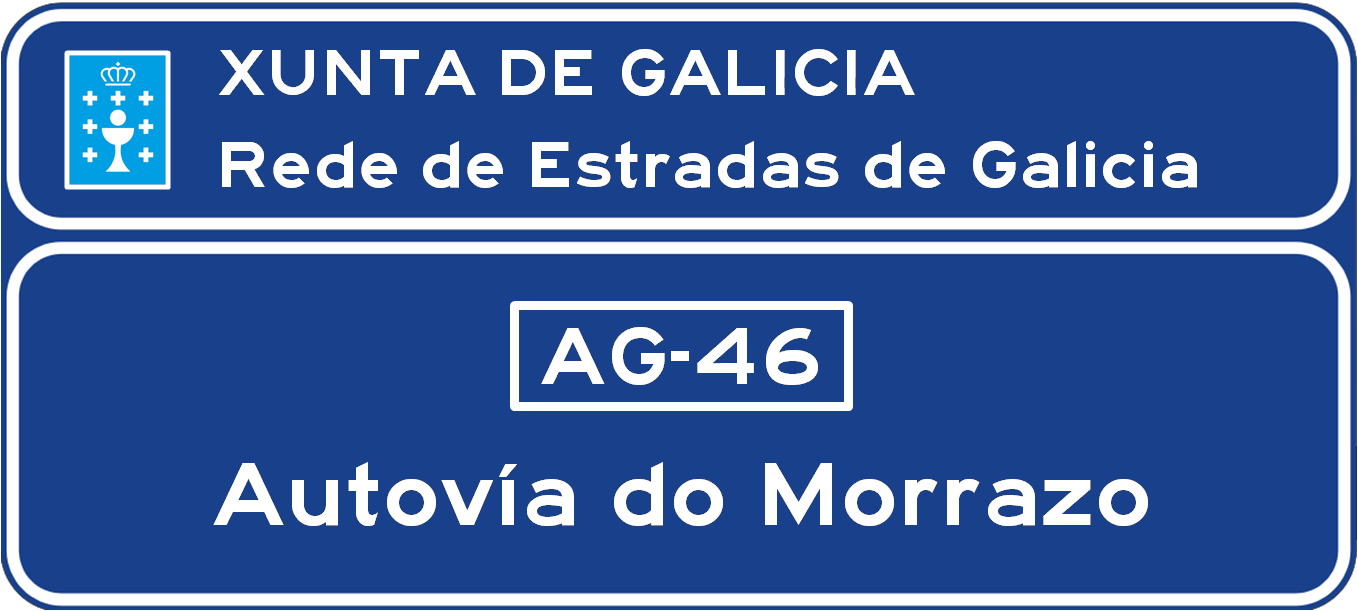
Señal de confirmación de la autovía de Morrazo AG-46.

## Historia
Las obras del corredor gallego CG-4.1 iniciaron en mayo de 2003 y ha sido inaugurado en diciembre de 2005 por el presidente de la Junta de Galicia, Emilio Pérez Touriño, con el tramo original entre Domayo y Alto de Portela con la conexión de la VG-4.6 entre Alto de Portela y Menduíña, incluyendo el acceso a Cangas de Morrazo, actual VG-4.5. 
Por el crecimiento del tráfico del corredor, la intensidad media diaria (IMD) superaron el límite de los 10.000 vehículos diarios y había proyectado el desdoblamiento del corredor. Las obras del desdoblamiento empezaron en octubre de 2015, el primer tramo entre la rotonda de Domayo y el enlace de Domayo, de unos 3,3 kilómetros de longitud. El segundo tramo, de unos 4,1 kilómetros de longitud, entre el enlace de Domayo y Meira iniciaron las obras en junio de 2016. Y el tercer tramo, de unos 3,8 kilómetros de longitud, entre Meira y Moaña iniciaron las obras en septiembre de 2017.
El primer tramo entre la rotonda de Domayo y Meira fue inaugurado en mayo de 2018, de unos 7,3 kilómetros de longitud, y el segundo tramo entre Meira y Moaña fue inaugurado en junio de 2019, de unos 3,9 kilómetros de longitud. En la actualidad todavía no ha avanzado el proyecto del último tramo pendiente a desdoblar, entre Moaña y Alto de Portela sin incluirse la VG-4.6, entre Alto de Portela y Menduíña.

## Tramos
| Denominación | Tramo                                                                 | Kilómetros | Año servicio / Estado (2025)                                     |
| ------------ | --------------------------------------------------------------------- | ---------- | ---------------------------------------------------------------- |
| AG-46        | AP-9 N-554 PO-551 Domayo - Meira Tramo original CG-4.1 Tramo ampliado | 7,3 7,3    | 1 carril por sentido: 2005 2 carriles por sentido: 2018          |
| AG-46        | Meira - VG-4.5 Moaña Tramo original CG-4.1 Tramo ampliado             | 3,9 3,9    | 1 carril por sentido: 2005 2 carriles por sentido: 2019          |
|              | VG-4.5 Moaña - PO-551 VG-4.6 Alto de Portela                          | 4          | Estudio informativo terminado (pendiente licitación de proyecto) |

## Salidas
| Velocidad | Esquema | Salida | Sentido Alto de Portela (VG-4.6)                                             | Carriles | Sentido Domayo (AP-9) | Carretera             | Notas |
| --------- | ------- | ------ | ---------------------------------------------------------------------------- | -------- | --- | --------------------- | ----- |
|           |         |        | Comienzo de la Autovía de Morrazo AG-46 Procede de: AP-9 PO-551 N-554 Domayo |          | Fin de la Autovía de Morrazo AG-46 Incorporación final: AP-9 PO-551 N-554 Dirección final: E-1 AP-9 Vigo Pontevedra N-554 Vilaboa Pontevedra PO-551 Domayo | E-1 AP-9 PO-551 N-554 |       |
|           |         |        |                                                                              |          | E-1 AP-9 Vigo Pontevedra | E-1 AP-9              |       |
|           |         |        | Montealegre 98 metros                                                        |          | Montealegre 98 metros |                       |       |
|           |         |        | viaducto de Moura 416 metros                                                 |          | viaducto de Moura 451 metros |                       |       |
|           |         | 3      | Domayo                                                                       |          | Domayo |                       |       |
|           |         |        | viaducto de Mo 430 metros                                                    |          | viaducto de Mo 407 metros |                       |       |
|           |         | 7      | Meira                                                                        |          | Meira |                       |       |
|           |         |        | viaducto de Fraga 330 metros                                                 |          | viaducto de Fraga 315 metros |                       |       |
|           |         | 9      | PO-313 Moaña Marín                                                           |          | PO-313 Moaña Marín | PO-313                |       |
|           |         | 11     | VG-4.5 Cangas de Morrazo                                                     |          | | VG-4.5                |       |
|           |         |        | Fin de la Autovía de Morrazo AG-46 Dirección final: CG-4.1 Bueu Aldán        |          | Inicio de la Autovía de Morrazo AG-46 Procede de: CG-4.1 Moaña                                                                                             | CG-4.1                |       |
|           |         |        | Pendiente de estudio Tramo: Moaña-Alto de Portela                            |          | Pendiente de estudio Tramo: Moaña-Alto de Portela |                       |       |